# Mellersta Nordsjö
Mellersta Nordsjö (fi. Keski-Vuosaari) är ett delområde i stadsdelen Nordsjö i östra Helsingfors. Stadsdelen är också känd som Gamla Nordsjö (Vanha Vuosaari). 
Mellersta Nordsjö byggdes redan på 1960-talet i motsats till många andra delar av Nordsjö som byggts efter 1990-talet. I Mellersta Nordsjö finns "Nordsjö city" det vill säga största delen av servicen i Nordsjö är koncentrerad till Mellersta Nordsjö. Bland annat köpcentret Columbus, biblioteket och metrostationen finns i södra Mellersta Nordsjö. 

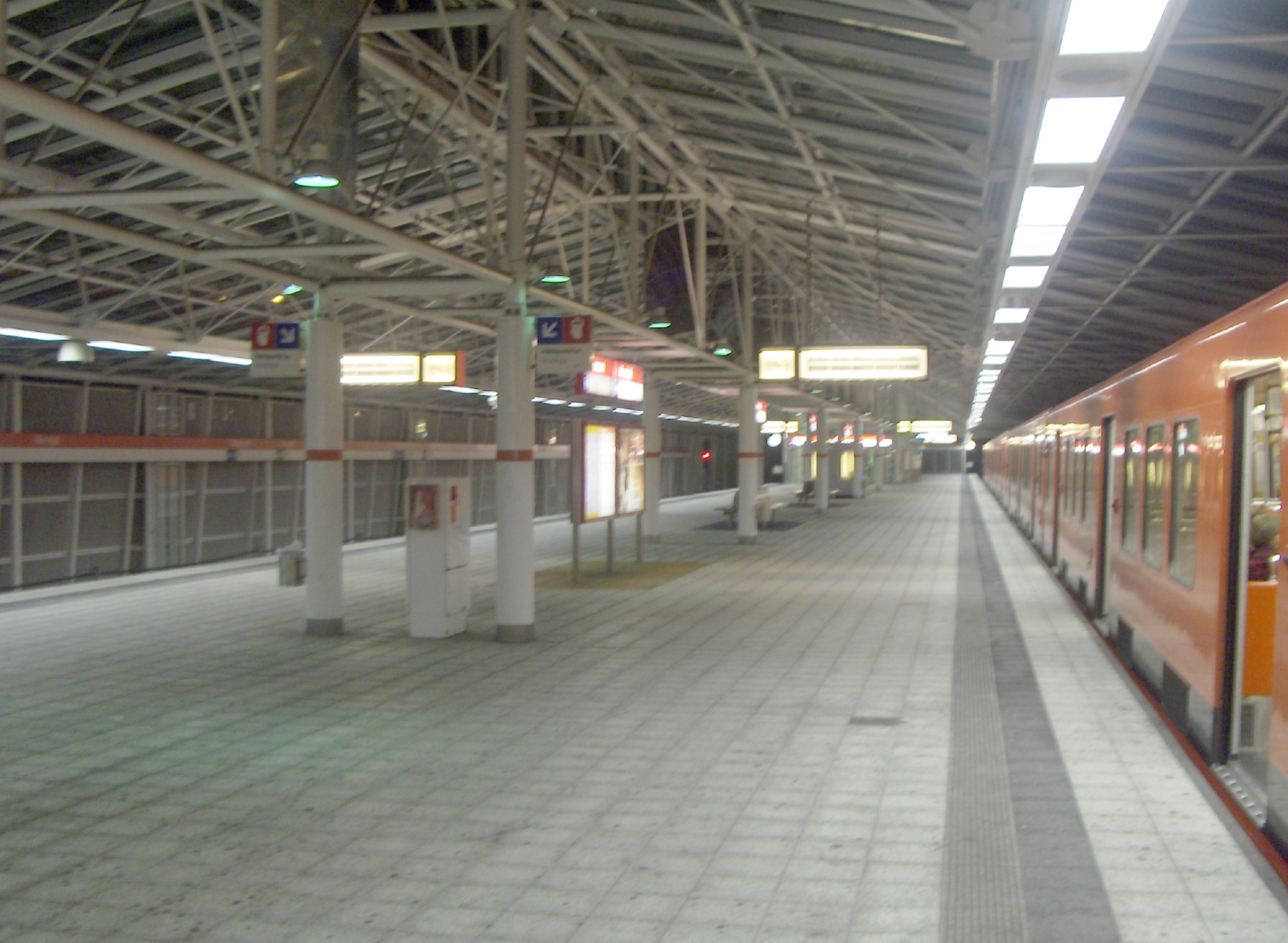
Nordsjö metrostation
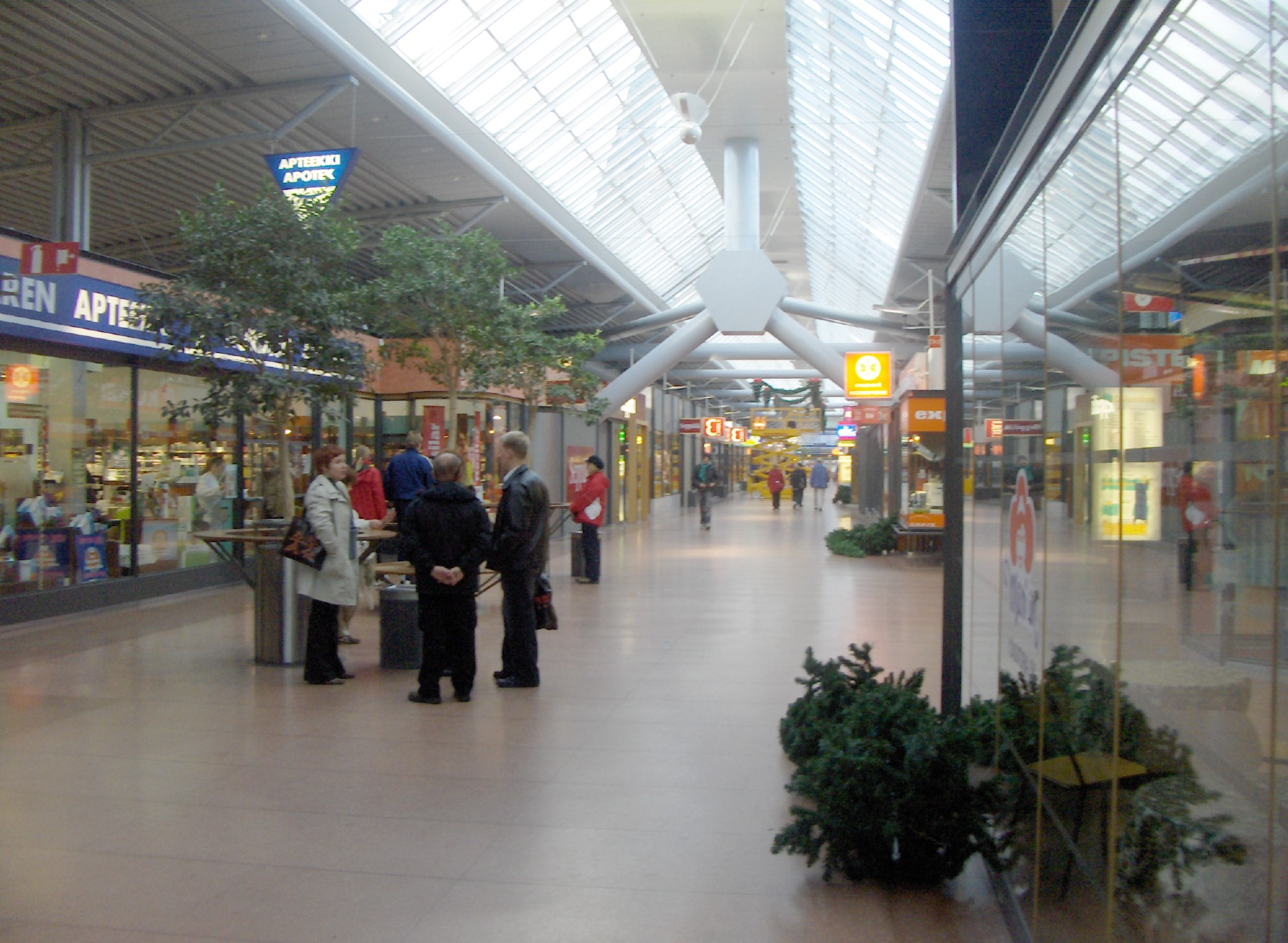
Köpcentret Columbus
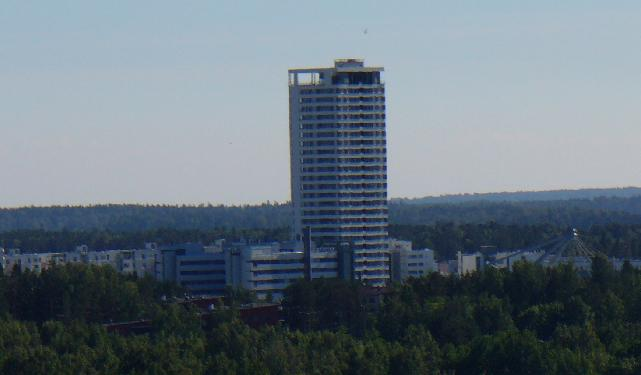
Finlands högsta bostadshus i Nordsjö